# Semachrysa decorata
Semachrysa decorata is een insect uit de familie van de gaasvliegen (Chrysopidae), die tot de orde netvleugeligen (Neuroptera) behoort. 
Semachrysa decorata is voor het eerst wetenschappelijk beschreven door Esben-Petersen in 1913.